# آسیاب سروش
آسیاب سروش، آسیابی است مربوط به دوره قاجار که در ۱۰ کیلومتری جنوب غربی شهر بشرویه واقع شده‌است. این اثر در تاریخ ۲۶ دی ۱۳۸۶ با شمارهٔ ثبت ۲۰۵۷۶ به‌عنوان یکی از آثار ملی ایران به ثبت رسیده‌است.